# Magibon
Maggie Ladoski (West Palm Beach, Florida, 9 de agosto de 1986), conocida por su nombre artístico Magibon, es una personalidad de Internet estadounidense y celebridad de YouTube en el sitio web para compartir vídeos: Youtube.

## Biografía
Margaret Ladoski nació en Florida y actualmente reside en Pensilvania desde el 2008. Antes de ser famosa en YouTube,  aprendió a hablar algunas frases japonesas al ver dramas de televisión japoneses, anime y escuchar música japonesa.

## Vídeos de YouTube
A fines de 2010, Magibon había subido casi 100 vídeos en su canal de YouTube desde julio de 2006. Casi todos sus vídeos están en forma de vídeo blogs o vlogs , que duran menos de un minuto. y la mayoría de ellos solo muestran ella sonriendo en silencio a la cámara. En algunos de sus vídeos, Magibon habla o canta en un japonés mal pronunciado. Cuando se le preguntó si planeaba hacer los videos, respondió: "No uso guiones. No hay un gran plan"
Magibon es una seguidora de Morning Musume, especialmente, de su anterior miembro Ai Kago. El apodo de Ai Kago es Aibon, desde donde tomó su nombre de Magibon.
En algunos de sus vídeos de YouTube, Magibon se presenta diciendo "Minna-san, Konnichiwa! Magibon desu" (Hola a todos, soy Magibon). Después de decir esto, permanece callada hasta el final del video, donde dice "Adiós".

## Cobertura de los medios japoneses
En Japón, Magibon ha sido comparada por sus similitudes con Leah Dizon. Además de aparecer en un programa de radioTBS, programa radial en Japón, Magibon ha sido presentado en la revista de Playboy Semanal japonesa, apareciendo en las ediciones del 25 de febrero 25, 14 de abril 14, 12 al 19 de mayo y 10 de noviembre del año 2008.
En abril de 2008, Magibon fue invitada a ser entrevistada por la compañía japonesa de televisión por Internet GyaO y voló a Japón para hacer su debut en el programa de televisión por Internet Midtown TV en el que conoció a su ídolo, Mari Yaguchi de Hello! Proyect.  USEN (el propietario de GyaO) programó un evento para fanáticos para el 12 de abril de 2008, pero se canceló debido a problemas de seguridad luego de recibir una cantidad de correos electrónicos amenazantes.
En octubre de 2008, Magibon fue invitada al 21° Festival Internacional de Cine de Tokio, y apareció en el estreno mundial de la película Blue Symphony en Roppongi el día 22 de octubre de 2008. Magibon apareció como actriz de voz en la película.
Magibon regresó a Japón en noviembre de 2008, apareciendo en el evento "YouTube Live Tokyo" en Studio Coast  en Tokio el 23 de noviembre junto con otras personalidades y músicos de YouTube como BOA y Kreva. En el evento algunos artistas interpretaron un tema especial compuesto para Magibon en dicha ocasión: The Magibon Song.
En el verano de 2009, fue designada como el personaje de imagen del servicio de conexión LAN inalámbrica "Wi2 300" ( Wire & Wireless Co., Ltd. ) en Japón, y fue responsable de la promoción de la campaña realizada en agosto del mismo año.
En 2010 fue rostro de una campaña para la cadena comercial japonesa de tiendas de productos electrónicos de consumo Yodobashi Akiba.

## Controversias
Magibon se vio envuelta en una polémica sobre su relación con el sitio web Magibon Project. https://magibon.com/, sitio que se hizo famoso por el extraño contenido de dicha página en el cual se observa como un tipo con una mascara de gas haciéndose llamar Frank finge tener una obsesión amorosa por Magibon. La obsesión se representa en tres perturbadores vídeos de breve duración. En el primero de ellos se ve a alguien con una mascara de gas que parece estar mirando una foto de la joven. El segundo de los cortos se compara el rostro de una muñeca con el de la chica, mientras que en el tercer vídeo alguien tirado en el suelo llorando para luego ver fragmentos de la cara de Magibon y gusanos saliendo del ojo de una muñeca. En la parte baja del sitio se lee la frase "Im sorry"´. Se le ha preguntado a la youtuber si tuvo alguna relación con dicho sitio web, pero esta ha negado dicha posibilidad y desconoce el origen de la página web.
La creación del polémico sitio se debió a la iniciativa de un artista llamado Danung, quien creó la página como un "fan site" dentro de un "experimento" para conocer el alcance que podría llegar tener entre los internautas y seguidores de Magibon.